# Parapercis colias
El bacalao azul de Nueva Zelanda (Parapercis colias) es una especie de pez actinopeterigio marino, de la familia de los pinguipédidos.

## Biología
Se ha descrito una captura de 45 cm, aunque la longitud máxima normal parece ser de 35 cm.
Carnívoro que se alimenta principalmente de peces pequeños y cangrejos, de los que se alimenta acechando a su presa y tragarla entera. Los adultos viven en madrigueras.

## Distribución y hábitat
Se distribuye por el suroeste del océano Pacífico, siendo un endemismo de las costas de Nueva Zelanda. Son peces marinos de agua templada, de comportamiento demersal, que habitan en un rango de profundidades entre 52 m y 150 m, en fondos rocosos profundos.